# Hydriomena tamaria
Hydriomena tamaria är en fjärilsart som beskrevs av Charles Oberthür 1893. Hydriomena tamaria ingår i släktet Hydriomena och familjen mätare. Inga underarter finns listade i Catalogue of Life.